# Michael Carrick
Michael Adrian Carrick (n. 28 iulie 1981, Wallsend, Anglia, Regatul Unit) este un fotbalist britanic retras din activitate, care a jucat pe post de mijlocaș la echipe ca Manchester United, West Ham și Tottenham. Pe plan internațional, are prezențe la națională pentru Anglia U-21⁠(d), Anglia B⁠(d) și Anglia. După încheierea carierei, a devenit antrenor, și antrenează în prezent pe Middlesbrough F.C..

## Cariera de club
Carrick a intrat pentru prima oară în contact cu fotbalul pe când avea cinci ani, jucând fotbal în cinci la Wallsend Boys Club în fiecare sâmbătă seara, mulțumită muncii voluntare depusă de tatăl său la acel club. A început să ia fotbalul mai în serios la 12 ani, când a fost selecționat la Wallsend Schools' și apoi la North Tyneside Schools'. Pe când juca la echipa sub16 a Wallsend Boys' Club, a fost selecționat în echipa Băieților Angliei. Pe durata anilor școlari, și înainte să ajungă la West Ham United, Carrick a jucat ca atacant central; numai la West Ham a început să fie folosit mai des ca mijlocaș.

### West Ham
După ce a studiat la Wallsend's Western Middle School și la Burnside Community High School până la terminarea studiilor secundare în 1997, a primit oferte de la mai multe cluburi, dar a fost adus la West Ham United de scouterii Dave Mooney și Bill Gibbs, care îl urmăriseră câțiva ani la Wallsend Boys' Club.
Cariera de profesionist a lui Carrick a început la faimoasa academie de tineret a lui West Ham United, în 1998. O contribuție notabilă a lui în sezonul 1998/1999 a fost în finala Cupei FA de tineret, unde a contribuit, alături de Joe Cole, la victoria cu 9-0 în fața lui Coventry City, marcând el însuși două goluri.
Carrick și-a făcut debutul la echipa de seniori înlocuindu-l pe Rio Ferdinand, într-o victorie cu 3-0 acasă la Bradford City, în august 1999. A fost împrumutat de două ori în acel sezon, două luni la Swindon Town și una la Birmingham City, și a apărut de câteva ori în tricoul lui West Ham. Dar în 2000/2001, a început să-și facă un nume în Anglia prin evoluțiile sale, fiind nominalizat pentru premiul Jucătorul Tânăr al Anului AFP, câștigat atunci de Steven Gerrard, de la Liverpool FC.
2002-2003 a fost un sezon de tristă amintire pentru Carrick, deoarece a fost în mare parte a timpului accidentat, și la sfârșitul sezonului West Ham a retrogradat. Carrick a decis să rămână la club, jucând în divizia numită acum Football League Championship. Pe atunci, s-a vorbit de interesul mai multor echipe pentru Carrick, precum Portsmouth, Arsenal sau Tottenham Hotspur. Părea că Arsenal era favorită în cursa pentru semnătura lui Carrick, dar Patrick Vieira s-a hotărât să rămână la club, blocând astfel orice posibil transfer.

### Tottenham Hotspur
Înainte să înceapă sezonul 2004-2005, Carrick s-a arătat dornic să joace în prima ligă, și a semnat cu Tottenham Hotspur pentru 2,75 milioane de lire sterline. Cele două sezoane la Tottenham au fost încununate de succes, deoarece s-a investit mult la club, aducându-se noi jucători și manageri. Sub conducerea antrenorului Martin Jol, Carrick a devenit faimos în sezoanele 2004-2005 și 2005-2006, dobândind o reputație care a dus la speculații privind o posibilă mutare la Manchester United, pe 31 iulie 2006.

### Manchester United
Pe 31 iulie 2006, Carrick s-a transferat la Manchester United. Carrick poartă tricoul cu numărul 16 la Manchester United, număr purtat de fostul căpitan Roy Keane.
Și-a făcut debutul în Premiership pentru United pe 23 august 2006, intrând ca rezervă în victoria cu 3-0 în deplasare la Charlton Athletic.
Carrick a fost titular în aproape toate meciurile sezonului 2006/2007. A fost pentru scurt timp accidentat în decembrie, astfel încât postul de mijlocaș la închidere a fost ocupat de John O'Shea sau de Darren Fletcher.
Carrick a înscris primul său gol pentru Manchester United pe 13 ianuarie 2007 - al doilea gol al Diavolilor Roșii într-o victorie cu 3-1 în fața celor de la Aston Villa FC, pe Old Trafford în Premier League.

## Career statistics

### Club
La meciuri jucate pe 20 septembrie 2017.
| Club                   | Sezon         | Ligă           | Ligă    | Ligă   | Cupa națională | Cupa națională | Cupa ligii | Cupa ligii | Continental | Continental | Altele  | Altele | Total   | Total  |
| Club                   | Sezon         | Divizie        | Meciuri | Goluri | Meciuri        | Goluri         | Meciuri    | Goluri     | Meciuri     | Goluri      | Meciuri | Goluri | Meciuri | Goluri |
| ---------------------- | ------------- | -------------- | ------- | ------ | -------------- | -------------- | ---------- | ---------- | ----------- | ----------- | ------- | ------ | ------- | ------ |
| West Ham United        | 1999–2000     | Premier League | 8       | 1      | 0              | 0              | 0          | 0          | —           | —           | 1       | 0      | 9       | 1      |
| West Ham United        | 2000–01       | Premier League | 33      | 1      | 4              | 0              | 4          | 0          | —           | —           | —       | —      | 41      | 1      |
| West Ham United        | 2001–02       | Premier League | 30      | 2      | 1              | 0              | 1          | 0          | —           | —           | —       | —      | 32      | 2      |
| West Ham United        | 2002–03       | Premier League | 30      | 1      | 2              | 0              | 2          | 0          | —           | —           | —       | —      | 34      | 1      |
| West Ham United        | 2003–04       | First Division | 35      | 1      | 4              | 0              | 1          | 0          | —           | —           | 3       | 0      | 43      | 1      |
| West Ham United        | Total         | Total          | 136     | 6      | 11             | 0              | 8          | 0          | —           | —           | 4       | 0      | 159     | 6      |
| Swindon Town (loan)    | 1999–2000     | First Division | 6       | 2      | 0              | 0              | 0          | 0          | —           | —           | —       | —      | 6       | 2      |
| Birmingham City (loan) | 1999–2000     | First Division | 2       | 0      | 0              | 0              | 0          | 0          | —           | —           | —       | —      | 2       | 0      |
| Tottenham Hotspur      | 2004–05       | Premier League | 29      | 0      | 6              | 0              | 3          | 0          | —           | —           | —       | —      | 38      | 0      |
| Tottenham Hotspur      | 2005–06       | Premier League | 35      | 2      | 1              | 0              | 1          | 0          | —           | —           | —       | —      | 37      | 2      |
| Tottenham Hotspur      | Total         | Total          | 64      | 2      | 7              | 0              | 4          | 0          | —           | —           | —       | —      | 75      | 2      |
| Manchester United      | 2006–07       | Premier League | 33      | 3      | 7              | 1              | 0          | 0          | 12          | 2           | —       | —      | 52      | 6      |
| Manchester United      | 2007–08       | Premier League | 31      | 2      | 4              | 0              | 1          | 0          | 12          | 0           | 1       | 0      | 49      | 2      |
| Manchester United      | 2008–09       | Premier League | 28      | 4      | 3              | 0              | 1          | 0          | 9           | 0           | 2       | 0      | 43      | 4      |
| Manchester United      | 2009–10       | Premier League | 30      | 3      | 0              | 0              | 5          | 1          | 8           | 1           | 1       | 0      | 44      | 5      |
| Manchester United      | 2010–11       | Premier League | 28      | 0      | 3              | 0              | 1          | 0          | 11          | 0           | 1       | 0      | 44      | 0      |
| Manchester United      | 2011–12       | Premier League | 30      | 2      | 2              | 0              | 1          | 0          | 7           | 0           | 1       | 0      | 41      | 2      |
| Manchester United      | 2012–13       | Premier League | 36      | 1      | 5              | 0              | 0          | 0          | 5           | 1           | —       | —      | 46      | 2      |
| Manchester United      | 2013–14       | Premier League | 29      | 1      | 0              | 0              | 3          | 0          | 7           | 0           | 1       | 0      | 40      | 1      |
| Manchester United      | 2014–15       | Premier League | 18      | 1      | 2              | 0              | 0          | 0          | —           | —           | —       | —      | 20      | 1      |
| Manchester United      | 2015–16       | Premier League | 28      | 0      | 5              | 0              | 1          | 0          | 8           | 0           | —       | —      | 42      | 0      |
| Manchester United      | 2016–17       | Premier League | 23      | 0      | 2              | 0              | 5          | 1          | 7           | 0           | 1       | 0      | 38      | 1      |
| Manchester United      | 2017–18       | Premier League | 0       | 0      | 0              | 0              | 1          | 0          | 0           | 0           | 0       | 0      | 1       | 0      |
| Total                  | Total         | Total          | 314     | 17     | 33             | 1              | 19         | 2          | 86          | 4           | 8       | 0      | 460     | 24     |
| Total carieră          | Total carieră | Total carieră  | 522     | 27     | 51             | 1              | 31         | 2          | 86          | 4           | 12      | 0      | 702     | 34     |

1. ↑  Includes other competitive competitions, including the Football League Championship play-offs, FA Community Shield, UEFA Intertoto Cup, UEFA Super Cup, FIFA Club World Cup